# Trodin On
Trodin On è l'album di debutto del cantante reggae tedesco Gentleman, pubblicato nel 1999.

## Tracce
| #  | Titolo               | Produttori | Collaboratori                  | Durata |
| -- | -------------------- | ---------- | ------------------------------ | ------ |
| 1  | Heat of the Night    |            | Mighty Tolga & Richie Stephens | 3:43   |
| 2  | Tek Time fi Grow     |            |                                | 4:47   |
| 3  | Jah Jah Never Fail   |            | Terry Linen                    | 3:22   |
| 4  | Fade Away            |            |                                | 4:13   |
| 5  | Lion                 |            | Mighty Tolga                   | 4:19   |
| 6  | Outa Space           |            |                                | 3:13   |
| 7  | War and Crime        |            | Jack Radics                    | 4:33   |
| 8  | Human Being          |            |                                | 3:10   |
| 9  | True Love            |            | Brooke Russell                 | 4:42   |
| 10 | A Who Dem Want Blame |            |                                | 3:50   |
| 11 | "No Competition"     |            |                                | 3:30   |
| 12 | Right Side of Life   |            |                                | 3:54   |
| 13 | Allstar Jam          |            | Afrob, Ju & Max Herre          | 4:12   |
| 14 | Trodin on            |            |                                | 4:06   |